# Département de Moreno
Le département de Moreno est un des 27 départements de la province de Santiago del Estero en Argentine. Son chef-lieu est la ville de Quimilí.
Le département a une superficie de 16 127 km2. Sa population s'élevait à 28 053 habitants en 2001.
Les principales localités sont : Quimilí et Tintina.

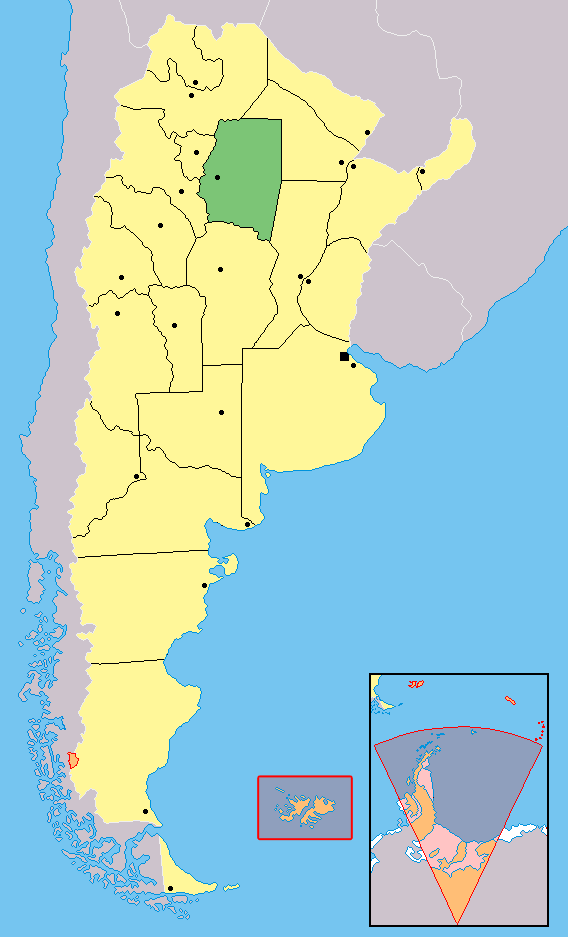
Localisation de la province de Santiago del Estero en Argentine